# Kras
Kras es una localidad de Croacia situada en el municipio de Dobrinj, en el condado de Primorje-Gorski Kotar. Según el censo de 2021, tiene una población de 227 habitantes.

## Demografía
| Gráfica de población de 1857-2021                                  |
|                                                                    |
| Según los censos de población de la Oficina de Estadísticas Croata |